# ルグドゥニン
ルグズニン（lugdunin）は実験段階の抗生物質であり、チアゾリジンを含む環状ペプチドである。エバーハルト・カール大学テュービンゲンで2016年に発見された。ルグズニンはヒト鼻腔の常在菌であるStaphylococcus lugdunensis から単離された。
ルグズニンは黄色ブドウ球菌（Staphylococcus aureus）USA300株の増殖を阻害する非リボゾーム環状ペプチドである。lugdunin遺伝子は30 kbpのオペロン上に位置し、制御遺伝子と推定されるlugR遺伝子の下流に存在する。遺伝子lugA、lugB、lugC、lugDは4つの非リボソームペプチド合成酵素をコードしている。
| 遺伝子 | 遺伝子座タグ | タンパク質の大きさ（アミノ酸数） | GenBank登録番号 |
| ------ | ------------ | -------------------------------- | --------------- |
| lugR   | SLUG_RS03945 | 124                              | CCB53265.1      |
| lugA   | SLUG_RS03950 | 1230                             | CCB53266.1      |
| lugB   | SLUG_RS03955 | 2937                             | CCB53267.1      |
| lugC   | SLUG_RS03960 | 228                              | CCB53268.1      |
| lugD   | SLUG_RS03965 | 579                              | CCB53269.1      |

## その他
ルグドゥニンは培養したS. lugdunensisからの1-ブタノール抽出物に含まれ、カラムクロマトグラフィーで精製された。